# Urtete
Urtete er et udtræk af urter, lavet på samme måde som hvis man bryggede almindelig te. Blomster, bær, krydderier eller frugter overhældes med kogende vand, hvorefter det trækker indtil smagstoffer er trukket ud i vandet. Derefter filtreres de faste dele fra, og tilbage er urteteen. Urtete kan laves af både friske og tørrede plantedele.
Det antages populært, at urtete har helbredende virkning overfor en bred vifte af sygdomme. Imidlertid er der ikke meget forskning, der entydigt underbygger dette indtryk.
I Danmark er Marcussens Universalthe en af de mest kendte urteteblandinger. Opskriften stammer fra Marcus Marcussen, forfatter til bogen "Helbredende urter : deres virkning, sammensætning og anvendelse", der udkom første gang 1946.